# Chihuahua (razza canina)
Il chihuahua (pronuncia italiana /ʧiˈwawa/) è una razza canina di piccole dimensioni.
Il nome è dovuto alla capitale dell'omonimo Stato messicano in cui sono nati i suoi primi allevamenti, dove è conosciuto come chihuahueño (pronuncia spagnola [ʧiwaˈweɲo]).
I chihuahua possono essere a pelo corto o a pelo lungo. Sono ammessi e accettati tutti i colori tranne il merle, mentre il peso accettato nelle esposizioni canine varia da 1,5 kg a 3 kg. Tuttavia, molti soggetti superano il peso richiesto dallo standard F.C.I. Questo non implica che non siano chihuahua puri.
È provvisto di coda portata alta, la testa ha la forma di "mela", le orecchie ben aperte hanno l'attaccatura all'altezza degli occhi, che sono rotondi e non sporgenti; possiede una dentatura che richiede cure e attenzione. Il chihuahua è la razza più piccola al mondo: al contrario di quanto si possa pensare, però, il suo fisico è robusto e ben compatto. Le sue dimensioni lo rendono particolarmente adatto come cane da compagnia o da salotto, ma è molto attivo. Spesso abbaia per difendersi, come tutti i cani di piccola taglia, ma non risulta aggressivo, estremamente affettuoso con la famiglia. 
Lo standard F.C.I (a cui fa riferimento lo standard Ente nazionale cinofilia italiana) odierno richiede la testa a forma di mela,lo stop molto marcato, profondo e ampio poiché la fronte è arrotondata al di sopra della base del muso, un corpo più tozzo e compatto, seppur testi e foto storiche dimostrino che, le caratteristiche morfologiche del chihuahua originale, prevedevano una testa cesellata con muso lungo e arti fini, detto anche "tipo cervide". Nel tempo e con il cambio dello standard, questi soggetti, sono stati esclusi dalle esposizioni canine, organizzate dalla F.C.I, con la dicitura "poco competitivi" ma dalla società è ancora considerato il "vero" chihuahua, specialmente nel paese d'origine. Soggetti esasperati, con muso molto corto e occhi sporgenti, sono invece il risultato di incroci con razze asiatiche.
Gli occhi ben distanziati, molto espressivi, non sporgenti, perfettamente scuri sono caratteristiche molto apprezzate. Le orecchie sono grandi ed erette, ma la punta deve essere leggermente arrotondata. Il muso è dritto e si assottiglia in punta e converge leggermente verso l'alto. Il collo è leggermente arcuato, non particolarmente lungo. Il tronco è ben compatto, con un torace largo e definito e un addome retratto. Le zampe posteriori sono un po' angolate al ginocchio. I cuscinetti dei piedi sono neri e spessi. La coda è posta in alto, può essere dritta o a semicerchio; quella ritorta è ritenuta un difetto nelle esposizioni F.C.I.
Lo standard A.K.C (American Kennel Club) invece, presenta un modello molto più simile alle foto storiche della razza. Con muso meno corto e corpo più fine.

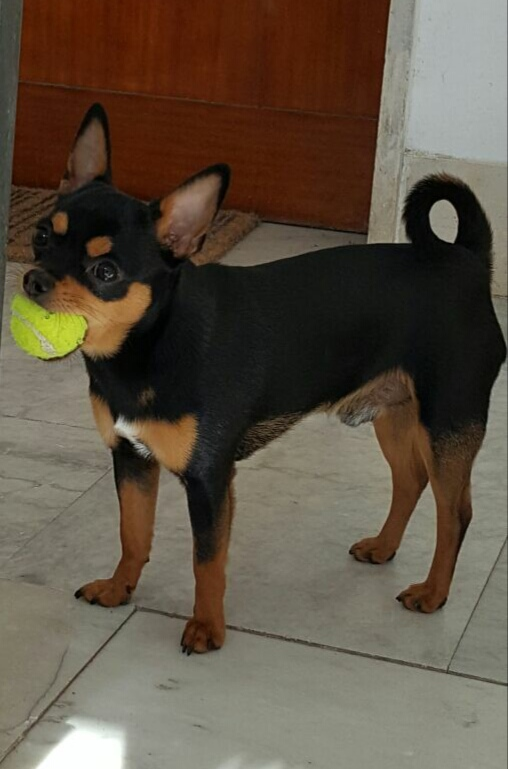
Chihuahua a pelo raso.

Nella varietà a pelo corto il pelo è ben adagiato su tutto il corpo, leggermente più lungo sul collo e sulla coda. È lucido e la sua tessitura è morbida.
Nella varietà a pelo lungo il pelo non deve essere fine e serico, liscio o leggermente ondulato. Forma frange agli orecchi, collo, sulla parte posteriore degli arti anteriori e posteriori, sui piedi e sulla coda.

## Storia
il Chihuahua è considerato il secondo più piccolo cane di razza esistente al mondo e porta il nome dello stato più grande della Repubblica del Messico (Chihuahua). Si pensa che un tempo questo cane vivesse allo stato libero e che sia stato catturato e addomesticato dagli indigeni, all’epoca della civilizzazione tolteca. Alcune rappresentazioni di un piccolo cane chiamato “Techichi” che viveva nella regione di Tula, furono usate nella decorazione di elementi architettonici di questa città. Queste statue assomigliano molto da vicino ai Chihuahua del giorno d’oggi.

## Colori del chihuahua
Nello standard della razza, con modifica in vigore dal 21 ottobre 2009, sono ammessi tutti i colori ad eccezione del merle. Il gene merle modifica il colore di base del mantello, causando la comparsa di chiazze. È costituito da due alleli: M (merle) e m (non merle), dove il merle è dominante. Quindi per avere la diluizione merle sul colore di base basta che il gene sia presente su uno dei cromosomi. Ciò vuol dire che se abbiamo un cucciolo merle, è certo che almeno uno dei genitori è merle.
Il merle non esiste in natura come colore nella razza; la sua recente e ampia diffusione fa pensare quindi che ciò non sia dovuto a una mutazione spontanea, quanto piuttosto ad accoppiamenti di chihuahua con altre razze (per esempio bassotti e spitz). I chihuahua merle non sarebbero perciò di razza pura, ma incroci tra razze diverse. Per questo motivo - e per i vari problemi che il gene merle porta con sé - diversi paesi (come la Germania e l'Inghilterra) hanno vietato la riproduzione dei merle. Negli Stati Uniti sono nati anche diversi movimenti contro la riproduzione dei chihuahua merle, che avanzano petizioni all'American Kennel Club per escludere appunto il merle dai loro registri. Infatti il merle, soprattutto quando si presenta nella forma omozigote, comporta gravi patologie quali cecità e sordità.
Diversi studi hanno dimostrato che nei merle ritroviamo più spesso mancanza del Tapetum Lucidum (uno strato riflettente posto dietro o all'interno della retina degli occhi che aumenta la capacità visiva in condizioni di bassa luminosità), mancanza del pigmento retinico, microftalmia, micro cornea, microcora, infezioni all'orecchio medio, sterilità, emofilia. I problemi congeniti dei merle possono comparire in qualsiasi momento, ed è vivamente sconsigliato far accoppiare due chihuahua merle in quanto, visto che entrambi sono portatori del gene, aumenta ancora di più la probabilità che i cuccioli manifestino delle patologie.

## Caratteristiche comportamentali

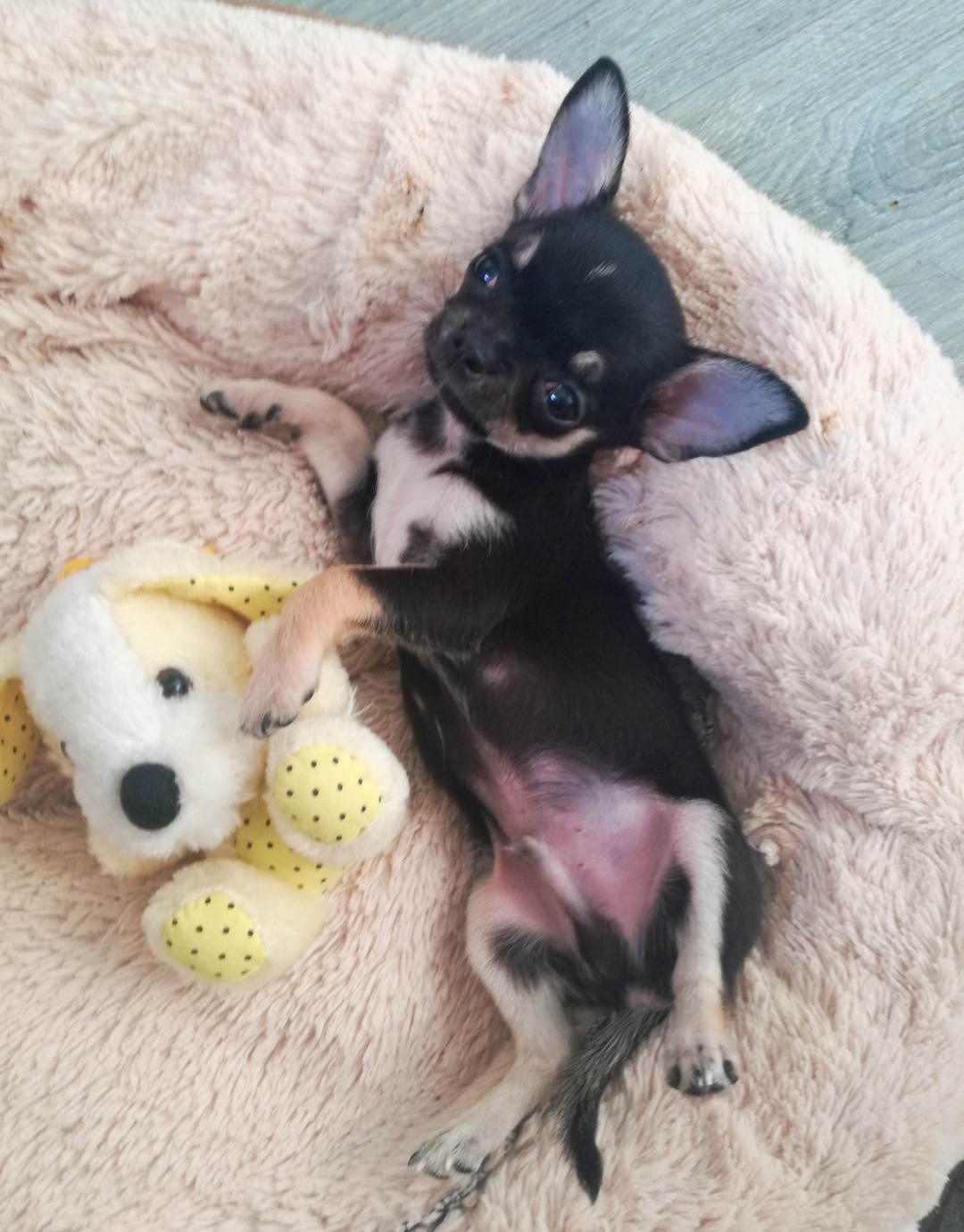
Chihuahua di pochi mesi.

Al contrario di quanto possa sembrare dalla sua piccola mole, non è un cane debole. È estremamente coraggioso, iperattivo, geloso delle sue cose e fortemente determinato. Presenta la caratteristica di essere vivace e incline al gioco, ma allo stesso tempo sa essere un ottimo cane da compagnia verso cui nutre estrema fiducia. La sua tenacia fa di lui un ottimo guardiano.
L'indole del cane è certamente molto dolce ed affettuosa; infatti, il chihuahua riesce a stabilire un rapporto molto intenso con il padrone. È una razza che gradisce molto la convivenza con altri esemplari di chihuahua, con cui instaura stretti rapporti regolati dalle logiche legate alla vita di branco. È una razza predisposta alla convivenza con altri animali, che verranno considerati parte integrante del loro branco e con cui instaureranno ottimi rapporti sia nel gioco che nelle altre attività quotidiane. La maggior parte delle femmine sono delle eccellenti allevatrici di cuccioli e svolgono egregiamente il compito di portare la propria cucciolata al traguardo dello svezzamento. Gradiscono molto la collaborazione dell'uomo nella gestione della prole. 

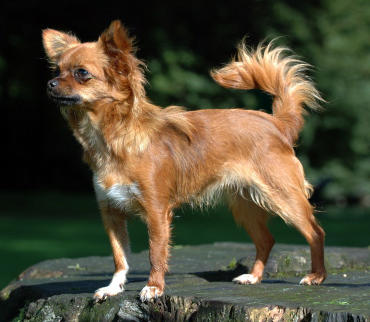
Chihuahua a pelo lungo.

È un cane facile da addestrare e da gestire. Generalmente è calmo e pacato se non disturbato, ma risente molto dello stato d'animo degli esseri umani con cui vive. È un cane molto sensibile, abitudinario ed attento. Studia il proprio padrone continuamente e mette in atto vari stratagemmi per farsi viziare. Individui che abbaiano molto e ringhiano sono caratterialmente prepotenti, dominanti e iperprotettivi nei confronti di chi li possiede.
Lo stereotipo del chihuahua aggressivo, deriva da soggetti con carattere proprio, unico come ogni cane. Molto spesso può dimostrare voglia d'indipendenza. Le passeggiate al parco e il gioco all'aperto contribuiscono a mantenerlo in forma: anche se di piccola taglia, ha bisogno di molto esercizio fisico. Si adatta, perfettamente, alla vita insieme ai bambini. 

## Nella cultura di massa
- Il film Beverly Hills Chihuahua ha per protagonisti dei cani di questa razza.
- Ren, il co-protagonista della serie animata The Ren & Stimpy Show, è un chihuahua.
- Il nome della razza canina è citato come titolo (e più volte nel testo) dell'omonima canzone del 2003 di DJ BoBo. La stessa cosa succede anche nel brano Il ballo del ciuaua dello Zecchino d'Oro 2021.